# Agostinho dos Santos
Agostinho dos Santos (San Paolo, 25 aprile 1932 – Orly, 12 luglio 1973) è stato un cantante brasiliano.
È noto per aver cantato le canzoni della colonna sonora di Orfeo negro, film che fece conoscere la bossa nova e la MPB (la musica popolare brasiliana) nel mondo.

## Biografia
Agostinho dos Santos inizia la sua carriera nei primi anni cinquanta come crooner nell'orchestra Osmar Milani a San Paolo, sua città natale. Partecipa a diverse trasmissioni per debuttanti finché, nel 1951, viene assunto prima dalla locale Rádio América (su indicazione del trombettista José Luis) e successivamente dalla Rádio Nacional. Registra il primo disco nel 1953, presso l'etichetta discografica Star, con il samba Rasga teu verso scritto da Sereno e Manoel Ferreira.

## Discografia

### Album
- 1957 - Uma voz e seus sucessos
- 1958 - Agostinho espetacular
- 1958 - Antônio Carlos Jobim e Fernando Cesar na voz de Agostinho dos Santos
- 1959 - O inimitável Agostinho dos Santos
- 1960 - Agostinho, sempre Agostinho
- 1961 - Agostinho canta sucessos
- 1962 - A presença de Agostinho
- 1963 - Vanguarda
- 1966 - Agostinho dos Santos
- 1967 - Música nossa
- 1970 - Agostinho dos Santos

### Raccolte
- 1962 - Os grandes sucessos de Agostinho
- 1967 - Os grandes sucessos de Agostinho dos Santos
- 1973 - Agostinho dos Santos